# Schietpartijen in Wilkes-Barre (1982)
De schietpartijen in Wilkes-Barre in 1982 vonden plaats in Wilkes-Barre in de Verenigde Staten op 25 september 1982. De schietpartijen werden uitgevoerd door George Emil Banks, een voormalige gevangenisbewaarder uit Camp Hill. Hij schoot 13 mensen dood in Wilkes-Barre en Jenkins Township. Onder de slachtoffers bevonden zich zeven kinderen - waarvan vijf van hemzelf - hun moeders, enkele familieleden en een omstander.
De advocaten van Banks pleitten voor de verdediging van ontoerekeningsvatbaarheid, maar na een rechtszaak werd Banks veroordeeld voor 12 moorden met voorbedachten rade en ter dood veroordeeld.
Op 29 november 1990 verbood de wetgevende macht van Pennsylvania het verdere gebruik van de elektrische stoel te midden van een debat dat elektrocutie een wrede en ongebruikelijke straf zou zijn. Banks ging in beroep en op 2 december 2004 kreeg hij uitstel van executie nadat was vastgesteld dat hij niet geschikt was voor executie. Op 12 mei 2010 werd Banks onbekwaam verklaard om geëxecuteerd te worden, na een competentiehoorzitting die de maand ervoor gehouden werd.
De schietpartij blijft de dodelijkste in de geschiedenis van Pennsylvania.

## Verloop
In de nacht van 24 september 1982 dronk Banks grote hoeveelheden jenever en nam hij voorgeschreven medicijnen in zijn huis aan Schoolhouse Lane in Wilkes-Barre. De volgende ochtend, op 25 september 1982, gebruikte hij een AR-15-semiautomatisch geweer om acht mensen in zijn huis te vermoorden, waaronder drie vrouwen van in de twintig (allemaal vriendinnen en moeders van zijn kinderen) en vijf kinderen, waarvan vier van hem. Twee van de vrouwen waren zussen. Banks kleedde zich in militaire uniformen en ging naar buiten, waar hij de 22-jarige Jimmy Olsen en de 24-jarige Ray Hall Jr. uit een huis aan de overkant zag komen. Hij schoot ze allebei neer en schreeuwde naar verluidt dat ze "dit aan niemand zouden vertellen" voordat hij schoot. Hij raakte beide mannen en verwondde Hall dodelijk; Olsen overleefde het. Banks reed weg.
Banks ging naar het Heather Highlands stacaravanpark, waar zijn ex-vriendin Sharon Mazzillo en hun zoon Kissamayu woonden, over wie hij de voogdij had proberen te krijgen. Banks drong binnen en schoot Mazzillo dood. Daarna schoot hij zijn slapende zoon dood. Banks doodde Sharons moeder, die probeerde de politie te bellen, en Sharons 7-jarige neefje, die ook in het huis was. Sharons broer, die Banks niet zag, verstopte zich in de kast. Hij was de enige overlevende en belde de politie en identificeerde Banks als de schutter.
Toen de politie de slachtoffers op het stacaravanpark onderzocht, legden ze een verband met de schietpartij van Olsen en Hall, die ontdekt was op Schoolhouse Lane. Vervolgens vonden ze de slachtoffers van Banks in zijn huis. De politie begon te zoeken naar Banks, die zijn auto achterliet en een ander voertuig kaapte. Nadat hij het gestolen voertuig had achtergelaten, stopte Banks op een afgelegen grasveld om uit te rusten en viel in slaap.
Nadat Banks wakker werd, bezocht hij het huis van zijn moeder (ook in Wilkes-Barre.) Hij zou zijn misdaden aan haar opbiechten. Ze reed hem naar het huis van Jacob Whitt, een vriend van Banks, waar hij haar wegstuurde en zich voorbereidde op een impasse met de politie.
Er begon een impasse tussen Banks en de politie. De politie bracht zijn moeder naar hun basis om met Banks te praten. Ze probeerden verschillende tactieken om de moordenaar tot overgave te bewegen, waaronder het uitzenden van een vals nieuwsbericht over WILK radio waarin stond dat de kinderen nog leefden en bloed nodig hadden om te overleven. De politie probeerde andere tactieken om Banks uit het huis te lokken. Uiteindelijk lukte het Robert Brunson, een voormalige medewerker van Banks, om hem naar buiten te praten na een 4 uur durende impasse. Op 30 september 1982 werd Banks beschuldigd van acht aanklachten voor moord, poging tot moord, zware mishandeling, roekeloos in gevaar brengen, autodiefstal, gewapende overval en diefstal. Banks werd vastgehouden zonder borgtocht.

## Dader
George Emil Banks werd geboren in Wilkes-Barre, Pennsylvania, op 22 juni 1942 als zoon van de zwarte John Mack en de blanke Mary Yelland. Zijn ouders waren niet getrouwd. Volgens zijn advocaten tijdens zijn latere rechtszaak leed hij tijdens zijn jeugd ernstig onder racisme omdat hij van gemengd ras was.
In 1961, op 19-jarige leeftijd, nadat hij uit het leger was ontslagen, beroofden Banks en enkele handlangers een taverne, waarbij ze de ongewapende eigenaar neerschoten en verwondden. Hij werd veroordeeld tot zes tot vijftien jaar gevangenisstraf, die werd verlengd toen hij in 1964 korte tijd ontsnapte; in 1969 werd hij echter voorwaardelijk vrijgelaten en zijn straf werd in 1974 omgezet door de toenmalige gouverneur Milton Shapp.
Na zijn vrijlating trouwde hij op 23 augustus 1969 met Doris M. Banks. Ze kregen samen twee dochters. Het koppel scheidde in 1976.
Zoals zijn advocaat tijdens zijn rechtszaak opmerkte, leek Banks diep geraakt te zijn door raciale kwesties. Na zijn scheiding ging hij uit met blanke vrouwen. In september 1982 had hij het uitgemaakt met zijn vriendin Sharon Mazillo, die een tijdje bij hem had gewoond, en ze hadden ruzie over de voogdij over hun zoontje. Hij woonde met drie vrouwen in zijn huis; zij waren de moeders van vier van zijn kinderen en één van hen had nog een dochter bij zich wonen.
Ondanks zijn strafblad voor een gewapend misdrijf was Banks in 1980 begonnen als penitentiair beambte in Camp Hill, Pennsylvania. In 1982 vertelde Banks zijn collega's in de gevangenis dat "een rassenoorlog de wereld spoedig zou verteren" en zei hij dat hij "wilde voorkomen dat de vijf kinderen die hij verwekte bij de vier blanke vriendinnen de kwelling en pijn van racisme zouden meemaken". Hij werd de eerste week van september 1982 met "verlengd verlof" gestuurd na een conflict met een leidinggevende en het dreigen met zelfmoord. De gevangenis liet Banks onderzoeken op geestelijke gezondheidsproblemen in een ziekenhuis in de buurt van Harrisburg.

## Nasleep
Op 6 juni 1983 begon het proces tegen Banks in het gerechtsgebouw van Luzerne County in Wilkes Barre, Pennsylvania. Banks stond erop om te getuigen. Hij zei dat hij slechts enkele slachtoffers had verwond en dat de politie ze had gedood. Verschillende getuigen, familieleden van Banks en Olsen getuigden. Olsen identificeerde Banks als de persoon die hem neerschoot en voor dood achterliet. De slotpleidooien vonden plaats op 21 juni 1983. De advocaat van Banks voerde aan dat hij krankzinnig was, maar de jury achtte Banks schuldig aan 12 aanklachten van moord in de eerste graad, één aanklacht van moord in de derde graad, poging tot moord, zware mishandeling, en één aanklacht voor diefstal, beroving en het in gevaar brengen van het leven van een ander persoon. Op 22 juni 1983 beval de jury de doodstraf aan.
Banks werd opgesloten in de maximaal beveiligde afdeling in Huntingdon tot november 1985. Zijn beroep bereikte het Amerikaanse Hooggerechtshof, maar dat weigerde het vonnis te vernietigen. Hij werd toen naar het Correctional Institute in Graterford gestuurd, waar hij werd ondergebracht in een gesloten afdeling.
Van 1987 tot 2000 bleven de advocaten van Banks in beroep gaan tegen zijn zaak. Het Amerikaanse Hooggerechtshof weigerde het argument van zijn advocaten te horen dat hij mentaal niet in staat was om geëxecuteerd te worden. Gouverneur Tom Ridge van Pennsylvania tekende twee keer een doodvonnis voor Banks, maar beide keren werd zijn executie opgeschort door federale hoven van beroep.

In 2001, 2006 en 2008 hield de rechtbank hoorzittingen over de geestelijke toestand van Banks om te bepalen of hij geëxecuteerd kon worden. Hij vertoonde waanvoorstellingen waardoor de rechtbank hem onbekwaam verklaarde voor executie. Gedurende deze periode werden verschillende beroepen behandeld door staats- en federale rechtbanken. In 2010 werd er opnieuw een hoorzitting gehouden over zijn competentie; zijn advocaat zei dat zijn geestelijke toestand aanzienlijk verslechterd was sinds 1982. Een rechter oordeelde dat Banks mentaal niet in staat was om geëxecuteerd te worden of om zijn advocaten te helpen bij het zoeken naar clementie. Hij zou vastgehouden blijven worden in een beperkte wooneenheid in de Graterford gevangenis. Vanaf september 2017 zat hij nog steeds in de dodencel in Pennsylvania. In mei 2018 werd hij overgeplaatst naar SCI-Phoenix.